# Tectaria nicotianifolia
Tectaria nicotianifolia är en ormbunkeart som först beskrevs av Bak., och fick sitt nu gällande namn av Carl Frederik Albert Christensen. Tectaria nicotianifolia ingår i släktet Tectaria och familjen Tectariaceae. Inga underarter finns listade.